# 裴樻
裴樻（越南语：／；1796年—1861年），原名裴玉櫃（越南语：／），字友竹（越南语：／），越南阮朝官員。

## 生平
裴樻是興安省快州府仙侶縣海天社（今屬興安省仙侶縣海朝社）人，西山朝景盛四年（1796年）出生。阮朝明命九年（1828年），參加鄉試，考中舉人。次年（1829年），考中進士。初授翰林院編修，補為肇豐知府，後轉任工部員外郎，升郎中。明命十七年（1836年），升任廣治按察使。後又召回朝，歷任工部右侍郎、刑部右侍郎。紹治初，升署刑部右參知。嗣德元年（1848年），改任禮部右參知，充任如清正使。次年（1849年），裴樻回到國內，授都察院左副都御史。在職期間，糾劾不法大臣，頗有聲明。此外，他上疏請求修訂《大越史記》、編纂《大南一統志》、《廣集大南風雅統編》，均獲允准。後因事貶為國史館編修。嗣德四年（1851年），升署宣光按察使，不久改授鴻臚寺卿，充國史館纂修，歷授翰林院直學士、吏部左參知，均充國史館纂修。嗣德十二年（1859年），改授巡撫，護理平富總督。嗣德十四年（1861年），裴樻在任上因病去世，壽六十六歲。追授總督銜。

## 逸事
紹治七年（1847年）十二月，裴樻出使清朝前夕，上奏聲稱，自己本名就是裴樻，明命九年（1828年）參加鄉試時，里役謬作“裴玉櫃”，結果當年考中舉人，次年考中進士。他因使用此名進入科舉，不敢擅自改回本名，直到紹治七年出使，需以姓名與外國（清朝）交往，“裴玉櫃”一名，不夠莊重，奏請改回本名“裴樻”，得到嗣德帝批准。

## 文學
裴樻著有《燕行總載》、《燕臺嬰語》、《如清圖》等。

## 子女
子裴燭是秀才，裴燫蔭授從六品。